# 森美亞
森美亞（Jorge Sammir Cruz Campos，1987年4月23日—），巴西裔克羅地亞足球運動員，司職進攻中場。森美亞持有克羅地亞護照 ，生於巴西，早年曾經為巴西青年隊球員。2012年9月，首次為克羅地亞國家足球隊上陣。2014年世界盃時獲選為克羅地亞國家隊隊員。
2017年7月16日，中甲球队武汉卓尔官方宣布萨米尔加盟。